# Клан Вотсон
Клан Вотсон (шотл. — Clan Watson, ґельськ. — MacWalter, MacWatt, MacOuat) — клан Ватсон, клан МакВолтер, клан МакВатт, клан МакОват — один з кланів рівнинної частини Шотландії — Лоуленду. На сьогодні клан Вотсон не має визнаного герольдами Шотландії вождя, тому називається «кланом зброєносців».
Гасло клану: Inspirata Floruit — Розцвів натхненно (лат.)

## Історія клану Вотсон
Назва клану Вотсон (Ватсон) походить від імені Волтер — сини Волтера. Так само як інші назви клану: Ватт, МакВатт, МакВатсон, МаОват (ґельськ. — MacOuat), Ватті (шотл. — Wattie). Ці прізвища досить поширені в Шотландії і своїм пох-одженням повязаня з Абердинширом та Кінкардинширом. Клан Ватсон своїм походженням пов'язаний з кланами Форбс з Ангуса та Буханан з Стірлінгширу та Пертширу.
У XIV столітті люди з клану Ватсон були землевласниками в Единбурзі. У 1402 році в історичних документах зустрічається Роберт Ватсон, що живе в Абердині. У 1450 році Ніколас Ватсон Далкіх володів землею біля Арброат. У 1493 році сер Дональд Ватсон був священиком в одній з єпархій Мореї. У 1494 році Волтер Ватсон був міщанином та землевласником у Думбартоні.
У XVI столітті прізвище Ватсон стало поширеним в Шотландії, особливо в рівнинних районах та на північному сході Шотландії. В Абердині було поширене прізвище Ватті, в Банффширі в одному з селищ з 300 людей, що там жили, 225 мали прізвища Ватт. Люди з прізвищем МакВаттер походять з Кейтнесса і походять з клану Сінклер.
У 1741 році Джордж Ватсон заснував «Коледж Джорджа Ватсона», в даний час відомий просто як «Ватсон-коледж». Джордж Ватсон народився в 1654 році, його батьки померли, коли він був дуже молодий, але він був направлений на навчання бухгалтерському обліку в Роттердам до його тітки. Він пішов далі, став головним бухгалтером банку Шотландії в 1695 році і став великим освітнім філантропом в Единбурзі.
Найвідомішою людиною з клану Ватсон був Джеймс Ватт. Він був інженером і винахідником, його найвідоміша винахід є сучасний паровий двигун. Він посів перше місце серед винахідників по своєму значенню у розвитку цивілізації, випередивши Едісона, у книзі по історії техніки Чарльза Мюррея.
Роберт Ватсон-Ватт був нащадком Джеймса Ватта. Він розробив систему радіолокаційних станцій. яка відіграла важливу роль у перемозі в битві за Британію у II світовій війні.
Щодо клану Ватсон лорд Лева підтвердив, що клан є визнаний повноцінним кланом герольдами Шотландії, що клан має вождя, але цей титул не визнаний і затверджений належним чином щодо Джеймса Ватсона Саутона в 1818 році.

## Видатні люди клану Ватсон
- Джордж Ватсон (1654—1723) — відомий шотландський бухгалтер і засновник коледжу Джорджа Ватсона. Народився в Шотландії, Джордж Ватсон залишився сиротою в ранньому віці, і поїхав в 1672 році на навчання бухгалтерії в Роттердам. Він повернувся в Единбург, щоб стати в 1676 році особистим секретарем сера Джеймса Діка. Пізніше він був призначений на посаду головного бухгалтера банку Шотландії, коли вона була створена в 1695 році. Джордж Ватсон створив значний особистий статок і визнання серед банкірів, він жертвував та заповів великі суми грошей для торгового Товариства Единбурга з метою навчання учнів в школах, що потім стали Школою Джорджа Геріота. Він заснував школу, що пізніше стала називатися коледжом Джорджа Ватсона. Цей коледж працює і донині. Джордж Ватсон похований в Единбурзі на кладовищі Грейфрайерс, і, хоча точне місцезнаходження його останків невідоме, є меморіальна дошка на стіні в північно-західній частині кладовища.
- Сер Джон Ватсон Гордон (1788—1864) — шотландський художник, старший син капітана Ватсона Р. Н. Його готували до вступу в лави Королівських інженерів, але його природний потяг до мистецтва та малярства взяв верх, і його батько погодився з цим вибором професії. За свою кар'єру художника він написав багато портретів відомих людей свого часу, таких як сер Вальтер Скотт, професор Вілсон, сер Арчибальд Елісон, д-р Чалмерс, сер Девід Брюстер, І маркіз Далхаузі, сер Олександр Гоуп. Джон Ватсон Гордон був одним з перших членів Королівської Шотландської академії мистецтв і був обраний президентом академії в 1850 році. Він був в той час визнаний першим портретистом Шотландії, королева посвятила його в лицарі. З 1841 він був асоційованим членом Королівської академії, і в 1851 році він був обраний академіком королівської академії мистецтв.